# Samuel William Schapira

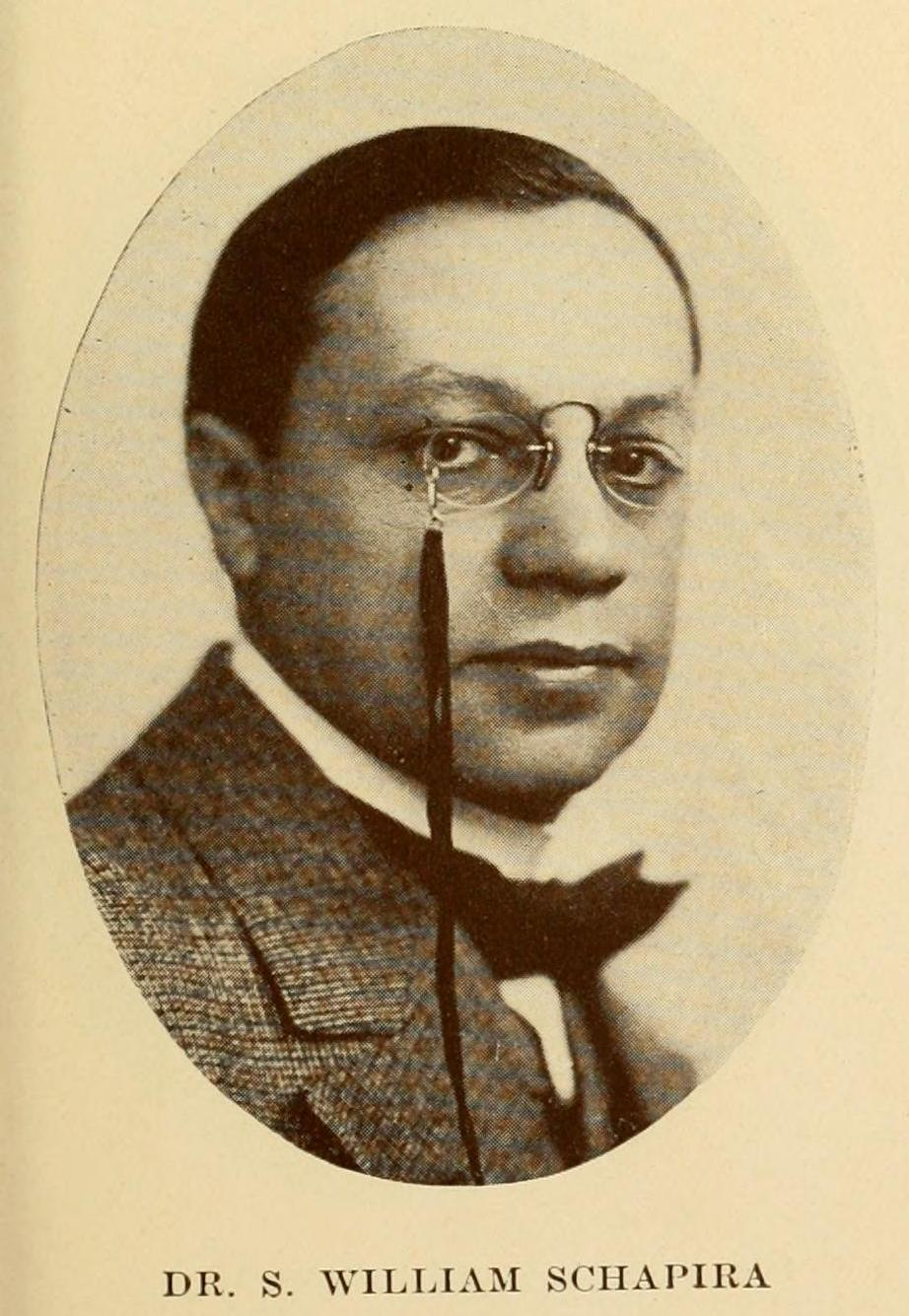
Samuel William Schapira

Samuel William Schapira (ur. 10 października 1872 w Wilnie, zm. 21 listopada 1936 w Nowym Jorku) – amerykański lekarz, chirurg i urolog, praktykujący w Nowym Jorku. Profesor urologii i chorób wenerycznych w Fordham University Medical School. 

## Życiorys
Urodził się 10 października 1872 w Wilnie, jako syn Solomona i Annie Hannah z domu Hurvitz. Lata 1886–87 spędził w Paryżu, gdzie uczęszczał do Paryskiej Akademii Wojskowej. Od 1888 przebywał w Stanach Zjednoczonych. W 1895 otrzymał tytuł M.D. w University Medical College w Nowym Jorku. Następnie praktykował w University Medical College Dispensary na oddziale dziecięcym (1895–1896), w ambulatorium Bellevue Hospital (1895–1898), w Harlem Hospital Dispensary 1898-1900 oraz na oddziałach urologicznych Beth Hospital Dispensary 1904–1905 i New York Postgraduate Hospital Dispensary. Konsultował pacjentów w szpitalach Beth Israel, Sea View i Sydenham. 
W Berlinie zapoznał się z wynalazkiem cystoskopii i był pierwszym, który wprowadził cystoskopię w Stanach Zjednoczonych w 1896. Był też jednym z pionierów stosowania filmów edukacyjnych w nauczaniu medycyny. Pierwszy pokaz tych filmów, nakręconych kamerą Pathé, odbył się w 1916 roku. Sfilmowano trzynaście operacji urologicznych: nefrektomię, nefrotomię, zszycie nerki, nefrolitotomię, nefropeksję, pielotomię, nadłonową cystotomię i prostatektomię, orchidektomię, ureterotomię, uretrotomię zewnętrzną, amputację prącia i zabieg cystoskopii. 
Jako jeden z pierwszych stosował radioterapię w leczeniu raka nerki. 
Należał do American Medical Association (od 1911), American Urological Association. Mieszkał w Nowym Jorku pod adresem 28 West 75 Street.
W 1903 ożenił się z Bellą I. Rosalsky. Z powodu choroby serca częściowo zrezygnował z obowiązków zawodowych; zmarł na zawał serca 21 listopada 1936 w swoim domu.

## Prace
- Remarks on local anaesthesia, with especial reference to its employment in genito-urinary work. American Journal of Surgery (marzec 1906)
- F. J. Schoenenberger, S. William Schapira. Application Of Radium In The Bladder For Carcinoma With Report Of Two Cases. J Am Med Assoc 63, 21, ss. 1852–1853 (1914)
- Primary Tuberculosis Of The Bladder. J Am Med Assoc 64, 20, s. 1615 (1905)
- Studies on the Functonal Activities of the Kidneys. Transactions of the American Urological Association 3, ss. 454-462 (1909)
- The Functional Activities Of The Kidneys. J Am Med Assoc 64, 3, ss. 203–205 (1910)
- Report of a Case of Rupture of the Prostatic Urethra. Medical Record 87, 19, ss. 876-877 (1915)
- S. William Schapira, Sidney L. Spiegelberg. A Preliminary Report of the Study of the Genitourinary Tract in 600 Cases of Pulmonary Tuberculosis. Bulletin of the Department of Public Charities 1, ss. 92- (1916-1917)
- S. William Schapira, Joseph Wittenberg. Renal Calculi. Urologic and Cutaneous Review 20, s. 629-632 (1916)
- S. William Schapira, Joseph Wittenberg, Sidney L. Spiegelberg. The Urinary Tract In Pulmonary Tuberculosis: A Report Of The Study Of Six Hundred Cases. J Am Med Assoc 70, 9, ss. 591–593 (1918)
- S. William Schapira, Joseph Wittenberg. Management of Veneral Cases in Camp: Rendering Infected Soldiers Non-Contagious. American Medicine 25, ss. 406-410 (1919)
- Syphilis of the Testicle. Urologic and Cutaneous Review 23, 6, s. 321 (1919)